# هاملت (فلم 1948)
هاملت (بالإنجليزية: Hamlet) هو فيلم دراما تم إنتاجه في المملكة المتحدة وصدر في سنة 1948. الفيلم من إخراج لورنس أوليفيه.

## بطولة
- لورنس أوليفيه

## الميزانية والإيرادات
حقق أرباحا تقدر بـ 3,250,000 دولار.

## وصلات خارجية
- مقالات تستعمل روابط فنية بلا صلة مع ويكي بيانات

1. ↑  "معلومات عن هاملت (فيلم 1948) على موقع allmovie.com". allmovie.com. مؤرشف من الأصل في 2019-05-15.
2. ↑  "معلومات عن هاملت (فيلم 1948) على موقع catalogue.bnf.fr". catalogue.bnf.fr. مؤرشف من الأصل في 2019-05-17.
3. ↑  هاملت (فلم 1948) في قاعدة بيانات الأفلام العربية